# Amauronematus lindqvisti
Amauronematus lindqvisti är en stekelart som beskrevs av Hellén 1951. Amauronematus lindqvisti ingår i släktet Amauronematus, och familjen bladsteklar. Arten är reproducerande i Sverige.